# Rosse zaagvink
De rosse zaagvink (Phytotoma rutila) is een zangvogel uit de familie Cotingidae (cotinga's).

## Kenmerken
Deze vogel heeft een korte, bruine kuif. Zijn zang doet denken aan machinegeluiden. De lichaamslengte bedraagt 19 cm.

## Leefwijze
Hun voedsel bestaat uit bladen, knoppen, scheuten en vruchten.

## Verspreiding
Deze soort komt voor in droge struwelen en acaciabosjes in zuidelijk-centraal en zuidoostelijk Zuid-Amerika. Er zijn twee ondersoorten:
- P. r. angustirostris: van centraal Bolivia tot noordwestelijk Argentinië.
- P. r. rutila: westelijk Paraguay, noordelijk en oostelijk Argentinië en westelijk Uruguay.

## Status
De grootte van de populatie is niet gekwantificeerd maar de soort wordt omschreven als vrij algemeen. Op de Rode lijst van de IUCN heeft deze soort de status niet bedreigd.